# Katarina Bure
Ej att förväxlas med Catharina Burea
Katarina Bure, även kallad Catarina och Carin, född 1629 i Nora socken, död 1706 i Gävle, var en påstådd svensk häxa, känd som "Prästfrun från Gävle". 
Bure stod åtalad för häxeri i häxprocessen i Gävle och var en av de mest kända fallen under häxprocesserna kallade det stora oväsendet i Sverige 1668–1676. Hon var också en av de få personer från de förmögnare samhällsklasserna som anklagades i denna häxprocess. Rättegången mot henne blev ett exempel för häxprocessernas kritiker, då hon ansågs oskyldig.

## Bakgrund
Katarina Bure tillhörde Bureätten såsom dotter till Roland Olai Bure. Hon var gift med professorn och kyrkoherden Petrus Fontelius.
Kyrkoherden i Gävle, Petrus Fontelius, var en känd motståndare till häxprocesserna. Han hade vägrat att i sin kyrka uppläsa den häxbön som alla kyrkor i Sverige hade ålagts att hålla sedan häxjakten brutit ut i landet. Han hade också vägrat att ta emot några som helst anklagelser om häxeri, och sagt att de barn som påstod sig bli bortförda borde bli slagna med ris för sina lögner. Han hade år 1673 misskrediterat några barnvittnen i en häxprocess i Valbo socken, där han beslog två djäknar med tvetalan och friade två kvinnor. Fontelius hade varit medlem i Rosenhanes kommission och blivit kritisk mot häxjakten under processen i Bollnäs. 
Fontelius befann sig också i en fejd med borgmästare Carl Falck. Bakgrunden var att Fontelius en 1673 i kyrkan hade gett en bättre bänkplats i kyrkan åt Falcks ärkefiende rådman Johan Anderssons hustru. Falck hade därefter börjat sprida ut rykten i Gävle om att Bure förde barn till Blåkulla.

## Åtal
Trolldomskommissionen kom till Gävle i februari 1675 för att hantera traktens eventuella trolldomsmål. Bure åtalades då formellt för häxeri och ställdes inför rätta åtalade för att ha fört barn till Blåkulla.  
Vittnen sade att Fontelius slutat läsa häxbönen, som infördes 1670, redan 1673 och inte börjat igen förrän kommissionen kom till staden; att han ansåg häxeri vara fantasier, och sagt till föräldrarna att ge barnen en avbasning om de talade om Blåkulla. Detta var en ovanlig åsikt för en präst, av vilka de flesta andra entusiastiskt deltog i processerna. Häxkommissionen ställde sig då på Falcks sida mot Fontelius. Då barnen i Gävle förhördes, anklagade 20 barn, med borgmästarens son Håkan Falck i spetsen, Fontelius fru Katarina Bure för häxeri.
Ett vittne, Vägaren Peder Nilsson, uppgav att bondeskräddaren Matts Hansson från Tyerps nyligen gjort affärer med hans hustru. Hansson hade sagt att han hört om misstankarna mot Bure, och att hans egen hustru, som var från Nora socken, där Bure vuxit upp, hade sagt att Bure redan under uppväxten ryktats kunna trolla. Bures gudmor Ingjäl i Sveden, som sades kunna trolla, ska ha erkänt att hon hade omvänt Bure till häxa då denna vuxit upp. Fontelius hade då begärt ett intyg från Bures bror, den dåvarande kyrkoherden i Bure, från den församlingen om hur Bure hade uppfört sig under sin uppväxt.  
Annika Gottshalksdotter (14 år), påstod sig ha blivit förd till Blåkulla av Bure vid jul 1674 ridande på borgmästare Carl Falck. Falck uppgav att han hade varit trött och öm då han vaknade om morgnarna. Falcks son Håkan Falck (13 år), sade sig ha blivit förd av Bure – en gång i skepnad av en fågel – och i Blåkulla sett Fontelius egna barn: Petrus, Lars, Lisken, Carin och Annika: Bure hade sedan slagit dem alla. I Blåkulla hade alla barnen blivit omdöpta i Satans namn, blivit inskrivna i en bok med sitt blod och sett Bure äta dansa och ha sex med Satan. Tortyr användes vid förhör av de övriga som åtalades för häxeri vid samma häxprocess, och flera av dem från både Valbo och Gävle bekräftade barnens anklagelserna. Bures egna barn avvisade dock anklagelserna mot sin mor, men domstolen ansåg att de uppträdde som om de vore förtrollade, eftersom de inte grät eller visade känslor.   
Katarina Bure försvarade sig med stor vältalighet. Trolldom stred mot Guds ord; för henne var det lika lika avlägset som öster från väster, och om man börjar fråga barn om sådant lär de sig hur man ska svara; en del kan rent av vara drömmar. Hon sade att barnen hade mutats och övertalats. Kommissionen kallade detta "en galen inbillning". Bure sade sig vara oskyldig trots vittnena: "ty om än hela världen mot henne betygade, vet hon likväl att hon vore oskyldig, och fast så många djävlar finnas som stenarna i muren, så skall hon dock aldrig bekänna sig saker till denna beskyllning". 
Katarina Bure frigavs dock från arresten sedan maken gråtande gick i god för henne och begärde att hon skulle tillåtas att ta hand om sina barn.

## Upplösning av åtalet
Den 3 mars 1675 flydde familjen Fontelius till Uppsala. Samma dag avrättades fem kvinnor som också hade åtalats för häxeri. I Uppsala fick Fontelius ett rekommendationsbrev till kungen. Den 9 mars dömdes Bure till döden i sin frånvaro i Gävle.  
Domkapitlet ställde sig på familjen Fontelius sida, uppmanade av professor Martin Brunnerus, och uppmanade kungen att lyssna på Fontelius. Kommissionen skrev att de hade dömt Bure till döden. Orsaken var att flera andra häxor från Valbo och Gävle hade vittnat mot henne, och att hon genom sin flykt ansågs ha bekänt brottet. De hade dock benådat henne att bli halshuggen utan att brännas på bål efteråt och låta henne begravas på kyrkogården av hänsyn till hennes familj, eftersom hon var "en förnäm mans hustru". Falck begärde att Gävle skulle få en ny kyrkoherde. 
Dödsdomen verkställdes aldrig. Fallet fråntogs Gävles kommission och framlades i stället för den kommissioralrätt, som handlade trolldomsmålen i Stockholm. Bure satt under tiden fängslad på Örebro slott. I augusti 1676, i samband med upplösningen av häxprocessen i Katarina i Stockholm, frikändes hon formellt tillsammans med dem som då fortfarande satt fängslade för trolldom i Stockholm. 
Fallet mot Katarina Bure hade stor betydelse. Kanske för att hon kom från en samhällsklass med högre status än de övriga anklagade ställde sig många högre ämbetsmän på hennes sida, vilket gjorde att häxprocesserna över huvud taget började ifrågasättas av en del myndigheter under 1675–76. Familjen återvände till Gävle.